# يو إف سي ليلة القتال: روكهولد ضد فيليبو
يو إف سي ليلة القتال: روكهولد ضد فيليبو (بالإنجليزية: UFC Fight Night: Rockhold vs. Philippou)‏ هو حدث لفنون القتال المختلطة نظمته يو إف سي، أُقيم في 15 يناير 2014، على أرينا في جوينيت سنتر في دولوث، جورجيا، الولايات المتحدة.